# Gracienne Van Nieuwenborgh
Gracienne Van Nieuwenborgh (Aalst, 13 november 1946) was een Belgisch politica voor sp.a.

## Levensloop
Van Nieuwenborgh behaalde in 1966 het diploma van regentes Nederlands, Engels en moraal aan de Rijksnormaalschool in Gent. Van 1968 tot 1989 werkte ze als lerares Nederlands, Engels en moraal.
In 1977 werd ze voor de BSP (de huidige sp.a) gemeenteraadslid van Aalst. Ze was er van januari 1989 tot januari 2009 schepen van Onderwijs en Cultuur. In 2009 werd ze opgevolgd door Dylan Casaer in haar functie als schepen. Van Nieuwenborgh bleef daarna nog tot eind 2012 gemeenteraadslid. In oktober 2018 kwam Van Nieuwenborgh vanop een ondersteunende plaats nogmaals op voor de sp.a in Aalst, maar ze werd niet verkozen.
Bij de eerste rechtstreekse verkiezingen voor het Vlaams Parlement van 21 mei 1995 werd ze verkozen in de kieskring Aalst-Oudenaarde. Ze bleef Vlaams volksvertegenwoordiger tot juni 1999. Na de volgende Vlaamse verkiezingen van 13 juni 1999 volgde ze midden december 2002 Herman De Loor op als Vlaams volksvertegenwoordiger. Ook na de Vlaamse verkiezingen van 13 juni 2004 werd ze opnieuw lid van het Vlaams Parlement voor de kieskring Oost-Vlaanderen. In januari 2006 gaf ze haar ontslag en werd ze opgevolgd door Dirk De Cock. Als Vlaams Parlementslid zetelde Van Nieuwenborgh van 1995 tot 1999 en van 2003 tot 2004 in de commissie Onderwijs, Vorming en Wetenschapsbeleid, van 1995 tot 1999 in de commissie Sport, van 2003 tot 2004 in de commissie Mobiliteit, Openbare Werken en Energie en van 2004 tot 2006 in de commissie Cultuur, Jeugd, Sport en Media.
In 2012 dook Van Nieuwenborgh, in haar vrije tijd actief als toneelactrice, op in een campagne rond erectiestoornissen van Viagra-producent Pfizer.